# 雷纳村
雷纳村，是西班牙埃斯特雷马杜拉巴达霍斯省的一个市镇。总面积83平方公里，
2001年普查人口總數為1624人，人口密度為每平方公里20人。